# Lawrence Barrett

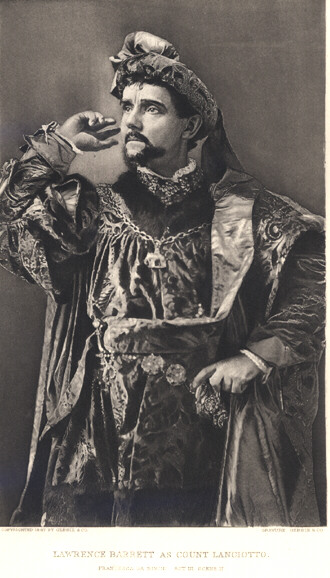
Lawrence Barrett, 1887.

Lawrence Barrett (4 de abril de 1838 - 20 de marzo de 1891), fue un actor de teatro estadounidense. Hijo de padres irlandeses, Barrett nació en Paterson, Nueva Jersey, en 1838.
Su primera actuación fue en Detroit, donde interpretó el papel de Murad en la obra The French Spy en 1853. En diciembre de 1856 actuó en el Chambers Street Theatre en la obra The Hunchback (el jorobado), desempeñando el rol de Sir Thomas Clifford.
Posteriormente sirvió en la guerra civil estadounidense como capitán de la Compañía B del 28.º Regimiento de Infantería de Massachusetts. Sin embargo, no llegó a entrar en acción en ninguna de las principales batallas. 
Desde el año 1867 hasta 1870 dirigió, junto a John McCullough, el California Theatre de San Francisco. Entre sus numerosos y variados papeles, destacan las interpretaciones de Hamlet, Rey Lear, Macbeth, Shylock, Ricardo III, Wolsey o Benedick en Mucho ruido y pocas nueces. En 1867, 1882, 1883 y 1884 representó en Londres el papel de Cardenal Richelieu, de la obra dramática de Edward Bulwer-Lytton.
Escribió la vida del actor norteamericano Edwin Forrest en "American Actors Series" (Boston, 1881) y un admirable esbozo de Edwin Booth bajo el título "Edwin Booth and his Contemporaries" (Boston, 1886).